# عقد 1390
عقد 1390 هو عقد امتد بين 1 يناير 1390 و31 ديسمبر 1399 بحسب التقويم الميلادي. سبقه عقد 1380 ولحقه عقد 1400.

## أحداث
- معركة نيقوبولس (1396)
- معركة ممر قرة درة (1395)
- معركة روفين (1395)
- معركة نهر كوندورشا (1391)
- معركة نهر تيريك (1395)

## مواليد
- آن دي مورتيمر (1391)
- ألان شارتييه (1392)
- همفري لانكاستر (1390)
- باربرا دي تسليه (1392)
- فيليبو ماريا فيسكونتي (1392)
- نواف بن سعد آل سعود (1391)
- هنري بيرسي (1393)
- دوارتي الأول (1391)
- العباس المستعين بالله (1391)
- نوربخش الخراساني (1392)
- غيندون دروب (1391)

## وفيات
- صدر الدين موسى (1391)
- خوان الأول ملك قشتالة (1390)
- ميكلوش تولدي (1390)
- متى قانتاقوزن (1391)
- ابن زمرك (1393)
- أبو الحجاج يوسف الثاني (1392)
- وو ملك غوريو (1390)
- الناصر صلاح الدين بن المهدي (1391)
- أماديو السابع، كونت سافوي (1391)
- جنان داي غن (1393)
- بدر الدين الزركشي (1392)

## كتب
- Yves Denis Papin (1998). Chronologie de l'histoire ancienne. Lieu de publication non identifié: Éditions Jean-paul Gisserot. ISBN:2-87747-346-5. OCLC:40746926. مؤرشف من الأصل في 2022-03-16.
- موسوعة حضارة العالم (2002) لأحمد محمد عوف.

## روابط خارجية
- تصفح سنة بسنة عقد 1390 على موقع onthisday.com
- تصفح سنة بسنة عقد 1390 ابتداءً من سنة عقد 1390 على موقع المكتبة الوطنية الفرنسية